# La Tour des monstres
Pour plus de détails, voir Fiche technique et Distribution.
La Tour des monstres (Homebodies) est un film américain réalisé par Larry Yust, sorti en 1974.

## Synopsis
Un groupe de retraités âgés et calmes découvrent qu'il est prévu de démolir leurs maisons pour faire place à un immeuble d'appartements. Leurs tentatives visant à décourager les promoteurs passent rapidement de la dissuasion à l'assassinat alors qu’ils commencent à se débarrasser à la fois des promoteurs et des ouvriers de la construction par tous les moyens nécessaires.

## Fiche technique
- Titre : La Tour des monstres
- Titre original : Homebodies
- Réalisation : Larry Yust
- Scénario : Larry Yust, Howard Kaminsky et Bennett Sims
- Photographie : Isidore Mankofsky
- Musique : Bernardo Segall
- Pays d'origine :  États-Unis
- Genre : Comédie horrifique
- Date de sortie : 1974

## Distribution
- Peter Brocco : M. Blakely
- Frances Fuller : Mlle Emily
- William Hansen : M. Sandy
- Ruth McDevitt : Mme Loomis
- Paula Trueman : Mattie
- Ian Wolfe : M. Loomis
- Douglas Fowley : M. Crawford
- Kenneth Tobey : le patron de l'entreprise de construction
- Wesley Lau : un contremaître de l'entreprise de construction